# 名鉄空港線
空港線（くうこうせん）は、愛知県常滑市の常滑駅と中部国際空港駅とを結ぶ名古屋鉄道（名鉄）の鉄道路線。

## 概要
中部国際空港へのアクセス路線として名鉄常滑線の終点常滑駅から延伸して建設された。この路線は中部国際空港連絡鉄道が第三種鉄道事業者として施設の建設・保有を行い、名鉄が施設を借り受けて第二種鉄道事業者として旅客の運送を行っている。同時に、名鉄は中部国際空港連絡鉄道に線路使用料を支払っている。
運賃計算区分はB（運賃計算に用いる距離は営業キロの1.15倍）で、さらに加算運賃を適用する。すべての駅でmanacaなどの交通系ICカード全国相互利用サービス対応カードが使用できる。
なお、『鉄道要覧』による起点は常滑駅で、列車運行および旅客案内においては、常滑駅から中部国際空港駅へ向かう列車が下り、逆方向が上りとなっている。列車番号の設定においては、常滑駅から中部国際空港駅へ向かう下り列車が（本来上り列車に付ける）偶数、逆方向の上り列車が（本来下り列車に付ける）奇数となっている。

### 加算運賃
空港線は新線であり、名鉄が「資本費コスト」と称する設備投資額などの回収のため、運賃のほかに空港線内の運賃計算キロ（営業キロ×1.15）に応じた加算運賃を要する。大人への普通運賃に対する利用区間ごとの加算額は以下のとおり。
| 利用区間                          | 加算額 |
| --------------------------------- | ------ |
| 常滑駅 - 中部国際空港駅間         | 80円   |
| 常滑駅 - りんくう常滑駅間         | 30円   |
| りんくう常滑駅 - 中部国際空港駅間 | 50円   |

### 路線データ
- 管轄（事業種別）：名古屋鉄道（第二種鉄道事業者）・中部国際空港連絡鉄道（第三種鉄道事業者）
- 路線距離（営業キロ）：4.2 km
- 軌間：1067mm
- 駅数：3駅（起終点駅含む）
- 複線区間：全線
- 電化区間：全線（直流1500V）
- 閉塞方式：自動閉塞式[6]
- 保安装置：M式ATS、ATS-P（2000系のみ対応）[6]
- 最高速度：120 km/h[6]
- 建設主体: 鉄道建設・運輸施設整備支援機構が受託業務として建設

## 歴史
空港管理会社の職員の足を確保するため、空港関係者に旅客を限定して2004年（平成16年）10月16日に暫定開業し、2005年（平成17年）2月17日の中部国際空港開港前の同年1月29日に一般旅客向けの営業を開始した。
- 2004年（平成16年）
  - 7月10日：試運転開始。
  - 10月16日：常滑 - 中部国際空港間が空港関係者限定で開業[7]。りんくう常滑駅は全列車通過。全列車団体列車扱いで運行[7]。
- 2005年（平成17年）
  - 1月29日：一般旅客向け営業開始。りんくう常滑駅開業。トランパス利用可能に。
  - 3月22日：利用者増加に伴うダイヤ改正。全車一般車特急を設定。
- 2006年（平成18年）4月29日：ダイヤ改正に伴い中部国際空港駅新1番線ホーム（ミュースカイ専用ホーム）の利用を開始。
- 2008年（平成20年）12月27日：「特急政策の見直し」に伴うダイヤ改正。新種別「ミュースカイ」「準急」の設定や系統・停車駅の見直しなど、大幅な改正を実施。
- 2011年（平成23年）
  - 2月11日：ICカード乗車券「manaca」供用開始。
  - 3月26日：ダイヤ改正で全車一般車特急を再設定。豊橋発着の特急を廃止。
- 2012年（平成24年）2月29日：トランパス供用終了。
- 2018年（平成30年）
  - 3月9日：架線を引っ張る尻手線の破断により、空港連絡橋上を走行していた回送列車のパンタグラフと架線が損傷し、空港線全線で運転見合わせ[8]。
  - 3月11日：始発から通常通り運転再開。
- 2021年（令和3年）5月22日：ダイヤ改正で中部国際空港駅到着の終電が30分繰り上がる。
- 2022年（令和4年）11月19日：2020年（令和2年）3月から運休していた昼間のミュースカイの運転を再開。
- 2023年（令和5年）1月29日：当線開通18周年を記念して1200系と1800系（パノラマスーパー）を特別に運転するイベントを実施。
- 2024年（令和6年）
  - 3月20日：トロリ線を支える金具の変形により、空港連絡橋上を走行していた特急列車のパンタグラフと架線が損傷し、空港線全線で運転見合わせ[9][10]。
  - 3月21日：下り線のみを使用し、線内折返し運転で運転再開[11][12]。
  - 3月22日：始発から通常通り運転再開[12]。

## 運行形態
現行ダイヤでは、常滑線および名古屋本線方面と直通するミュースカイ（全車特別車）・特急（一部特別車）・準急が日中毎時各2本運行されている。これらの他に一部時間帯には普通列車が毎時2本程度追加運行され、朝や深夜には快速急行や急行もごく数本運行される。急行、準急、普通は特急・快速急行停車駅の常滑駅と中部国際空港駅の他に、途中のりんくう常滑駅にも停車する（イオンモール常滑の開店直後など、過去に特急がりんくう常滑駅に臨時停車したことがある）。ミュースカイは通常中部国際空港駅から常滑線神宮前駅までノンストップであるが、朝の名古屋方面行き4本が常滑駅と常滑線内の特急停車駅にも特別停車する。空港線内の常滑駅、りんくう常滑駅、中部国際空港駅とも8両編成対応のホームを有するが、常滑線内に8両編成に対応していない駅があるためミュースカイの一部と空港行き特急1本を除いて、6両編成以下で運転される。
コロナ禍に於ける空港需要の低下を受けて、2021年（令和3年）5月のダイヤ改正以降、日中時間帯のミュースカイの運休、空港行き最終列車の30分繰り上げ（名鉄名古屋駅23時15分発中部国際空港行き急行を常滑止めに短縮）などの減便ダイヤが組まれており、同改正以前との比較で空港線を通る列車の本数が上下毎時各2本少なくなっている時間帯がある。なお、日中時間帯のミュースカイの運休に関しては2022年（令和4年）11月18日をもって終了となっており、翌19日より通常どおりの運行を再開している。
2004年（平成16年）10月の空港関係者限定開業時は、常滑駅 - 中部国際空港駅間の線内折り返し列車のみが運行され、中間駅のりんくう常滑駅は通過していた。常滑駅のホームは部分的に柵で仕切られ、警備員に許可証を提示しないと乗車できず、一般旅客の誤乗を避けるため列車の種別幕には「回送」または「団体」が表示されていた。車両は3100系などの編成数に余裕があるものが使用されていた。
一般旅客向けに営業を開始した2005年（平成17年）1月のダイヤ改正から2008年（平成20年）12月のダイヤ改正までは、昼間時間帯に新鵜沼駅・名鉄岐阜駅発着の快速特急（全車特別車）が毎時各1本、名鉄岐阜駅・豊橋駅発着の特急（一部特別車）が各毎時1本、犬山駅方面発着の急行（新可児駅または各務原線経由名鉄岐阜駅発着。2008年（平成20年）6月までの平日夕ラッシュ時には御嵩駅発着の列車もあった）が毎時2本の、1時間あたり合計6本が運行された。このときから線内折り返し列車は設定されておらず、すべて常滑線へ直通している。
りんくう常滑駅、中部国際空港駅とも開業当初から他の路線の駅よりホームが高めに造られており、床面が低い7500系は入線できなかった。
規制値を超える強風時は全線で運転を見合わせる。中部国際空港へ向かう全ての列車が常滑駅止まりとなり、空港線内はセントレアラインが通行止めにならない限り、バス代行輸送となる（常滑駅からは空港直通の代行バスは運行されない）。また、常滑線太田川駅 - 常滑駅が運転見合わせになると、空港線も同時に運転見合わせになることがある。
中部国際空港行きの始発普通列車は名鉄全体で最も早く運行されており（西ノ口駅5時11分発）、終点の中部国際空港駅には5時23分に到着する。
2019年以降は愛知県国際展示場（Aichi Sky Expo）でのイベント開催時などに臨時で全車一般車特急や快速急行が追加運行されることがある（りんくう常滑駅に停車する場合は急行または普通）。

## 駅一覧
- 全駅愛知県常滑市内に所在。
- 普通、準急、急行は全駅に停車（表中省略）。

凡例
停車駅 … ●：標準停車駅 △：特別停車駅 ｜：通過
| 駅番号                        | 駅名                          | 駅間キロ | 営業キロ | 快速急行 | 特急 | ミュースカイ | 接続路線              |
| ----------------------------- | ----------------------------- | -------- | -------- | -------- | ---- | ------------ | --------------------- |
| TA 常滑線太田川方面に直通運転 |                               |          |          |          |      |              |                       |
| TA22                          | 常滑駅                        | -        | 0.0      | ●        | ●    | △            | 名古屋鉄道：TA 常滑線 |
| TA23                          | りんくう常滑駅                | 1.6      | 1.6      | ｜       | ｜   | ｜           |                       |
| TA24                          | 中部国際空港駅 （セントレア） | 2.6      | 4.2      | ●        | ●    | ●            |                       |